# Hahnerhof
Der Hahnerhof ist ein Bauwerk und zugleich Wohnplatz innerhalb von Enkenbach-Alsenborn. Er steht unter Denkmalschutz.

## Lage
Der Hahnerhof gehört zum Ortsteil Enkenbach und liegt nördlich des übrigen Siedlungsgebiets an der Bundesstraße 48 unweit der Gemarkungsgrenzen zu Sembach im Westen und Neuhemsbach im Osten. Unmittelbar südlich des Hofes befindet sich mit den Hahnerhofbuchen ein Naturdenkmal. Weiter östlich verlaufen die Alsenz und die Alsenztalbahn. Weniger als einen Kilometer westsüdwestlich beginnt außerdem das Gebiet der früheren Sembach Air Base. Rund einen Kilometer nordnordöstlich liegt der Wohnplatz Bahnhof Neuhemsbach.

## Geschichte
Das Areal diente einst als Klostergut. Die gegenwärtigen Gebäude wurden Mitte des 19. Jahrhunderts errichtet. 1928 hatte der Ort neun Einwohner, die in einem Wohngebäude lebten. Später wurde er vom Bauer und Politiker Martin Migeot (1897–1967) bewirtet.

## Architektur
Bei der Anlage handelt es sich um einen Vierseithof, der im Wesentlichen aus der Mitte des 19. Jahrhunderts stammt. Das Wohnhaus und die Scheune sind einfirstartig errichtet. Hinzu kommt eine langgestreckte Stallung.